# Ziegfeld Follies (filme)
Ziegfeld Follies é um filme de comédia musical americano de 1946 lançado pela Metro-Goldwyn-Mayer e dirigido por Lemuel Ayers, Roy Del Ruth, Robert Lewis, Vincente Minnelli, Merrill Pye, George Sidney e Charles Walters. É estrelado por muitos dos principais talentos da MGM, incluindo Fred Astaire, Lucille Ball, Lucille Bremer, Fanny Brice (o único membro do grupo que foi uma estrela dos Ziegfeld Follies), Judy Garland, Kathryn Grayson, Lena Horne, Gene Kelly, James Melton, Victor Moore, William Powell, Red Skelton e Esther Williams.
O produtor Arthur Freed queria criar um filme como o dos espetáculos da Broadway de Ziegfeld Follies e, portanto, o filme é composto de uma sequência de números musicais pródigos e esboços de comédia. Filmado em 1944 e 1945, foi lançado em 1946, com considerável sucesso na crítica e nas bilheterias. Um dos primeiros conceitos era a introdução do filme por um boneco animado em stop-motion de Leo, o Leão. Embora cortadas antes do lançamento, essas imagens sobrevivem até hoje.
O filme foi inscrito no Festival de Cinema de Cannes de 1947.

## Principais músicas
O diretor de dança foi Robert Alton, o segundo colaborador coreográfico de Astaire, depois de Hermes Pan. Todos os números de Astaire foram dirigidos por Vincente Minnelli. A abertura do filme contou com William Powell como Ziegfeld, que faz o prólogo.
- Here's To The Girls/Bring On The Wonderful Men: de Roger Edens e Arthur Freed. Cantada por Astaire com uma curta dança solo de Cyd Charisse, seguida por Lucille Ball, e finalmente Virginia O'Brien imita a cena anterior cantando "Bring on the Wonderful Men"
- This Heart of Mine: padrão clássico de Harry Warren e Arthur Freed e escrito especialmente para Astaire que canta para Bremer e depois a leva em uma dança extravagantemente romântica de sedução. A coreografia integra pisos rotativos, esteiras ocultas e motivos de dança em turbilhão.
- Love: Outro padrão, desta vez de Hugh Martin e Ralph Blane, cantado por Lena Horne.[4]
- Limehouse Blues: Concebido como uma "pantomima dramática" com Astaire como um trabalhador chinês orgulhoso, mas arrasado pela pobreza, cuja paixão pelo Bremer inatingível leva à tragédia. A história serve como suporte de livros para um balé de sonho inspirado em motivos de dança chinesa em um cenário vasto e extravagante, enquanto Astaire e Bremer se apresentam em uma yellowface.
- The Great Lady Has An Interview: Escrito por Kay Thompson originalmente para Greer Garson (ela recusou). Judy Garland imita uma estrela de cinema que só pode ser escalada em dramas premiados com o Oscar, mas quer interpretar papéis "sexy" (a la Greer Garson ou Katharine Hepburn) dando uma entrevista a repórteres dançarinos sobre "sua próxima foto". Originalmente dirigido pelo amigo de Garland, Charles Walters, Vincente Minnelli acabou dirigindo a sequência (os dois estavam namorando na época), e Walters foi designado como coreógrafo.
- The Babbitt And The Bromide: Astaire e Kelly se unem em um desafio de música e dança em três seções, com músicas e letras de George e Ira Gershwin. Toda coreografia era de Astaire (terceira seção) e Kelly (seções um e dois). Essa foi a única vez que Astaire e Kelly apareceram juntos na tela. Apesar dos esforços de Freed e Minnelli, os dois não se uniram novamente no cinema até That's Entertainment, Parte II, em 1976.
- There's Beauty Everywhere: Originalmente filmado como um final relacionado ao ballet, com o tenor James Melton cantando e Fred Astaire, Cyd Charisse e Lucille Bremer dançando em uma mistura de bolhas de sabão. Mas quando a máquina de bolhas funcionou mal (deixando apenas um fragmento do número filmado) e a fórmula fluiu para os corredores do palco sonoro, o número teve que ser refeito e a parte deste número de Astaire e Bremer foi completamente cortada". Kathryn Grayson Melton substituiu. Os segmentos da "dança da bolha" com Charisse permanecem no filme final.

## Recepção da crítica
The New York Times: "Os melhores números do filme são dois esquetes de comédia, especialmente um feito por Red Skelton. Fanny Brice interpreta um hausfrau do Bronx com bastante graça. Judy Garland também é divertida como rainha do cinema dando uma entrevista. Ziegfeld Follies é divertido - e é isso que deve ser!" (Bosley Crowther).
Newsweek: "Pelo menos três dos números destacariam qualquer crítica no palco e na tela. Em Uma Grande Dama tem uma Entrevista, Judy Garland, com seis homens de destaque, exibe um toque inesperado pela sátira ocupacional. Com os números, por favor, Keenan Wynn demonstra, uma vez mais uma vez, ele é um dos principais comediantes de Hollywood. Mas o ato de dança dos arquivos é The Babbitt e Bromide Fred Astaire e Gene Kelly trocam toques e retrocessos para tirar fotos".

## Premiações
Venceu o Festival de Cinema de Cannes de 1947 na categoria de Melhor comédia musical.
O filme é reconhecido pelo American Film Institute nestas listas:
- 2006: Os melhores filmes musicais da AFI - nomeados.[7]